# Fagottkonsert
Fagottkonsert, konsert för fagott och orkester, är ett verk för virtuos fagottsolist och orkester. Verktypen uppstod under barocken och bland de första mästerverken i genren märks de cirka 40 fagottkonserterna av Vivaldi. Senare skrevs berömda fagottkonserter av bland andra Wolfgang Amadeus Mozart och Weber.